# Chrysauge bifasciata
Chrysauge bifasciata är en fjärilsart som beskrevs av Walker 1854. Chrysauge bifasciata ingår i släktet Chrysauge och familjen mott. Inga underarter finns listade i Catalogue of Life.